# Lost Frequencies/Diskografie
Diese Diskografie ist eine Übersicht über die musikalischen Werke des belgischen DJs und Produzenten Lost Frequencies. Den Schallplattenauszeichnungen zufolge hat er bisher mehr als 17,6 Millionen Tonträger verkauft, davon in seiner Heimat über 600.000. Seine erfolgreichste Veröffentlichung ist die Single Where Are You Now mit über 6,2 Millionen verkauften Einheiten.

## Alben

### Studioalben
| Jahr | Titel Musiklabel                                        | Höchstplatzierung, Gesamtwochen, AuszeichnungChartplatzierungen (Jahr, Titel, Musiklabel, Platzierungen, Wochen, Auszeichnungen, Anmerkungen) | Höchstplatzierung, Gesamtwochen, AuszeichnungChartplatzierungen (Jahr, Titel, Musiklabel, Platzierungen, Wochen, Auszeichnungen, Anmerkungen) | Höchstplatzierung, Gesamtwochen, AuszeichnungChartplatzierungen (Jahr, Titel, Musiklabel, Platzierungen, Wochen, Auszeichnungen, Anmerkungen) | Höchstplatzierung, Gesamtwochen, AuszeichnungChartplatzierungen (Jahr, Titel, Musiklabel, Platzierungen, Wochen, Auszeichnungen, Anmerkungen) | Höchstplatzierung, Gesamtwochen, AuszeichnungChartplatzierungen (Jahr, Titel, Musiklabel, Platzierungen, Wochen, Auszeichnungen, Anmerkungen) | Höchstplatzierung, Gesamtwochen, AuszeichnungChartplatzierungen (Jahr, Titel, Musiklabel, Platzierungen, Wochen, Auszeichnungen, Anmerkungen) | Anmerkungen                                                |
| Jahr | Titel Musiklabel                                        | DE | AT | CH | UK | BEF | BEW | Anmerkungen                                                |
| ---- | ------------------------------------------------------- | --- | --- | --- | --- | --- | --- | ---------------------------------------------------------- |
| 2016 | Less Is More Lost & Cie / Armada Music                  | — | — | CH48 (1 Wo.)CH | — | BEF3 (47 Wo.)BEF | BEW10 (38 Wo.)BEW | Erstveröffentlichung: 21. Oktober 2016 Verkäufe: + 100.000 |
| 2019 | Alive and Feeling Fine Found Frequencies / Armada Music | — | — | CH52 (1 Wo.)CH | — | BEF6 (99 Wo.)BEF | BEW13 (54 Wo.)BEW | Erstveröffentlichung: 4. Oktober 2019                      |
| 2023 | All Stand Together Lost & Cie / Sony Music              | DE89 (1 Wo.)DE | — | CH29 (10 Wo.)CH | — | BEF26 (… Wo.)BEF | BEW41 (34 Wo.)BEW | Erstveröffentlichung: 10. November 2023 Verkäufe: + 88.000 |

### Livealben
| Jahr | Titel                                          | Höchstplatzierung, Gesamtwochen, AuszeichnungChartplatzierungen (Jahr, Titel, Platzierungen, Wochen, Auszeichnungen, Anmerkungen) | Höchstplatzierung, Gesamtwochen, AuszeichnungChartplatzierungen (Jahr, Titel, Platzierungen, Wochen, Auszeichnungen, Anmerkungen) | Höchstplatzierung, Gesamtwochen, AuszeichnungChartplatzierungen (Jahr, Titel, Platzierungen, Wochen, Auszeichnungen, Anmerkungen) | Höchstplatzierung, Gesamtwochen, AuszeichnungChartplatzierungen (Jahr, Titel, Platzierungen, Wochen, Auszeichnungen, Anmerkungen) | Höchstplatzierung, Gesamtwochen, AuszeichnungChartplatzierungen (Jahr, Titel, Platzierungen, Wochen, Auszeichnungen, Anmerkungen) | Höchstplatzierung, Gesamtwochen, AuszeichnungChartplatzierungen (Jahr, Titel, Platzierungen, Wochen, Auszeichnungen, Anmerkungen) | Anmerkungen                             |
| Jahr | Titel                                          | DE | AT | CH | UK | BEF | BEW | Anmerkungen                             |
| ---- | ---------------------------------------------- | --- | --- | --- | --- | --- | --- | --------------------------------------- |
| 2017 | Live at Tomorrowland Belgium 2017 (Highlights) | — | — | — | — | — | — | Erstveröffentlichung: 4. September 2017 |

### Kompilationen
| Jahr | Titel                      | Höchstplatzierung, Gesamtwochen, AuszeichnungChartplatzierungen (Jahr, Titel, Platzierungen, Wochen, Auszeichnungen, Anmerkungen) | Höchstplatzierung, Gesamtwochen, AuszeichnungChartplatzierungen (Jahr, Titel, Platzierungen, Wochen, Auszeichnungen, Anmerkungen) | Höchstplatzierung, Gesamtwochen, AuszeichnungChartplatzierungen (Jahr, Titel, Platzierungen, Wochen, Auszeichnungen, Anmerkungen) | Höchstplatzierung, Gesamtwochen, AuszeichnungChartplatzierungen (Jahr, Titel, Platzierungen, Wochen, Auszeichnungen, Anmerkungen) | Höchstplatzierung, Gesamtwochen, AuszeichnungChartplatzierungen (Jahr, Titel, Platzierungen, Wochen, Auszeichnungen, Anmerkungen) | Höchstplatzierung, Gesamtwochen, AuszeichnungChartplatzierungen (Jahr, Titel, Platzierungen, Wochen, Auszeichnungen, Anmerkungen) | Anmerkungen                             |
| Jahr | Titel                      | DE | AT | CH | UK | BEF | BEW | Anmerkungen                             |
| ---- | -------------------------- | --- | --- | --- | --- | --- | --- | --------------------------------------- |
| 2018 | Found Frequencies (DJ Mix) | — | — | — | — | — | — | Erstveröffentlichung: 23. November 2018 |

### Mixtapes
| Jahr | Titel                                    | Höchstplatzierung, Gesamtwochen, AuszeichnungChartplatzierungen (Jahr, Titel, Platzierungen, Wochen, Auszeichnungen, Anmerkungen) | Höchstplatzierung, Gesamtwochen, AuszeichnungChartplatzierungen (Jahr, Titel, Platzierungen, Wochen, Auszeichnungen, Anmerkungen) | Höchstplatzierung, Gesamtwochen, AuszeichnungChartplatzierungen (Jahr, Titel, Platzierungen, Wochen, Auszeichnungen, Anmerkungen) | Höchstplatzierung, Gesamtwochen, AuszeichnungChartplatzierungen (Jahr, Titel, Platzierungen, Wochen, Auszeichnungen, Anmerkungen) | Höchstplatzierung, Gesamtwochen, AuszeichnungChartplatzierungen (Jahr, Titel, Platzierungen, Wochen, Auszeichnungen, Anmerkungen) | Höchstplatzierung, Gesamtwochen, AuszeichnungChartplatzierungen (Jahr, Titel, Platzierungen, Wochen, Auszeichnungen, Anmerkungen) | Anmerkungen                         |
| Jahr | Titel                                    | DE | AT | CH | UK | BEF | BEW | Anmerkungen                         |
| ---- | ---------------------------------------- | --- | --- | --- | --- | --- | --- | ----------------------------------- |
| 2020 | Found Frequencies Compilation 2 (DJ Mix) | — | — | — | — | — | — | Erstveröffentlichung: 26. Juni 2020 |

### EPs
| Jahr | Titel                           | Höchstplatzierung, Gesamtwochen, AuszeichnungChartplatzierungen (Jahr, Titel, Platzierungen, Wochen, Auszeichnungen, Anmerkungen) | Höchstplatzierung, Gesamtwochen, AuszeichnungChartplatzierungen (Jahr, Titel, Platzierungen, Wochen, Auszeichnungen, Anmerkungen) | Höchstplatzierung, Gesamtwochen, AuszeichnungChartplatzierungen (Jahr, Titel, Platzierungen, Wochen, Auszeichnungen, Anmerkungen) | Höchstplatzierung, Gesamtwochen, AuszeichnungChartplatzierungen (Jahr, Titel, Platzierungen, Wochen, Auszeichnungen, Anmerkungen) | Höchstplatzierung, Gesamtwochen, AuszeichnungChartplatzierungen (Jahr, Titel, Platzierungen, Wochen, Auszeichnungen, Anmerkungen) | Höchstplatzierung, Gesamtwochen, AuszeichnungChartplatzierungen (Jahr, Titel, Platzierungen, Wochen, Auszeichnungen, Anmerkungen) | Anmerkungen                                      |
| Jahr | Titel                           | DE | AT | CH | UK | BEF | BEW | Anmerkungen                                      |
| ---- | ------------------------------- | --- | --- | --- | --- | --- | --- | ------------------------------------------------ |
| 2014 | Feelings                        | — | — | — | — | — | — | Erstveröffentlichung: 12. Juni 2014 feat. Lauren |
| 2019 | Found Frequencies Compilation   | — | — | — | — | — | — | Erstveröffentlichung: 1. November 2019           |
| 2020 | Found Frequencies Compilation 2 | — | — | — | — | — | — | Erstveröffentlichung: 26. Juni 2020              |
| 2020 | Cup of Beats                    | — | — | — | — | BEF155 (1 Wo.)BEF | BEW157 (1 Wo.)BEW | Erstveröffentlichung: 31. Juli 2020              |

## Singles

### Als Leadmusiker
| Jahr | Titel Album                             | Höchstplatzierung, Gesamtwochen, AuszeichnungChartplatzierungen (Jahr, Titel, Album, Platzierungen, Wochen, Auszeichnungen, Anmerkungen) | Höchstplatzierung, Gesamtwochen, AuszeichnungChartplatzierungen (Jahr, Titel, Album, Platzierungen, Wochen, Auszeichnungen, Anmerkungen) | Höchstplatzierung, Gesamtwochen, AuszeichnungChartplatzierungen (Jahr, Titel, Album, Platzierungen, Wochen, Auszeichnungen, Anmerkungen) | Höchstplatzierung, Gesamtwochen, AuszeichnungChartplatzierungen (Jahr, Titel, Album, Platzierungen, Wochen, Auszeichnungen, Anmerkungen) | Höchstplatzierung, Gesamtwochen, AuszeichnungChartplatzierungen (Jahr, Titel, Album, Platzierungen, Wochen, Auszeichnungen, Anmerkungen) | Höchstplatzierung, Gesamtwochen, AuszeichnungChartplatzierungen (Jahr, Titel, Album, Platzierungen, Wochen, Auszeichnungen, Anmerkungen) | Anmerkungen                                                                                       |
| Jahr | Titel Album                             | DE | AT | CH | UK | BEF | BEW | Anmerkungen                                                                                       |
| ---- | --------------------------------------- | --- | --- | --- | --- | --- | --- | ------------------------------------------------------------------------------------------------- |
| 2014 | Tell Me –                               | — | — | — | — | — | — | Erstveröffentlichung: 6. Juni 2014 feat. Chesqua                                                  |
| 2014 | Are You with Me Less Is More            | DE1 Diamant · (64 Wo.)DE | AT1 (37 Wo.)AT | CH1 (56 Wo.)CH | UK1 ×3Dreifachplatin · (40 Wo.)UK | BEF1 ×5Fünffachplatin · (40 Wo.)BEF | BEW2 (41 Wo.)BEW | Erstveröffentlichung: 21. August 2014 Verkäufe: + 4.555.000; Original: Easton Corbin (2012)       |
| 2015 | Reality Less Is More                    | DE1 ×3Dreifachgold · (41 Wo.)DE | AT1 (30 Wo.)AT | CH2 (42 Wo.)CH | UK29 Silber · (3 Wo.)UK | BEF1 ×4Vierfachplatin · (34 Wo.)BEF | BEW1 (34 Wo.)BEW | Erstveröffentlichung: 22. Mai 2015 Verkäufe: + 2.229.300; feat. Janieck Devy                      |
| 2016 | Beautiful Life Less Is More             | DE50 Gold · (14 Wo.)DE | AT51 (11 Wo.)AT | — | — | BEF1 ×2Doppelplatin · (19 Wo.)BEF | BEW1 (24 Wo.)BEW | Erstveröffentlichung: 3. Juni 2016 Verkäufe: + 410.000; feat. Sandro Cavazza                      |
| 2016 | What Is Love 2016 Less Is More          | DE24 Gold · (17 Wo.)DE | AT20 (14 Wo.)AT | CH52 (12 Wo.)CH | — | BEF1 ×2Doppelplatin · (20 Wo.)BEF | BEW12 (18 Wo.)BEW | Erstveröffentlichung: 7. Oktober 2016 Verkäufe: + 240.000; Version von Jaymes Young               |
| 2017 | All or Nothing Less Is More             | — | — | — | — | BEF9 Platin · (13 Wo.)BEF | BEW13 (22 Wo.)BEW | Erstveröffentlichung: 17. Februar 2017 Verkäufe: + 20.000; feat. Axel Ehnström                    |
| 2017 | Here with You –                         | — | — | — | — | BEF2 ×2Doppelplatin · (19 Wo.)BEF | BEW47 (3 Wo.)BEW | Erstveröffentlichung: 30. Juni 2017 Verkäufe: + 60.000; mit Netsky                                |
| 2017 | Crazy Alive and Feeling Fine            | DE13 Platin · (22 Wo.)DE | AT7 (23 Wo.)AT | CH13 (29 Wo.)CH | — | BEF1 ×3Dreifachplatin · (28 Wo.)BEF | BEW1 (23 Wo.)BEW | Erstveröffentlichung: 24. November 2017 Verkäufe: + 870.000; mit Zonderling                       |
| 2018 | Melody Alive and Feeling Fine           | DE26 Gold · (19 Wo.)DE | AT19 (16 Wo.)AT | CH8 (20 Wo.)CH | — | BEF7 Platin · (21 Wo.)BEF | BEW2 (20 Wo.)BEW | Erstveröffentlichung: 27. April 2018 Verkäufe: + 270.000; feat. James Blunt                       |
| 2018 | Like I Love You Alive and Feeling Fine  | DE40 (14 Wo.)DE | AT36 (10 Wo.)AT | CH45 (9 Wo.)CH | — | BEF5 Platin · (26 Wo.)BEF | BEW26 (6 Wo.)BEW | Erstveröffentlichung: 14. September 2018 Verkäufe: + 120.000; feat. The NGHBRS                    |
| 2019 | Recognise Alive and Feeling Fine        | — | — | — | — | BEF18 Platin · (16 Wo.)BEF | BEW47 (1 Wo.)BEW | Erstveröffentlichung: 8. März 2019 Verkäufe: + 20.000; feat. Flynn                                |
| 2019 | Truth Never Lies Alive and Feeling Fine | — | — | — | — | BEF35 (10 Wo.)BEF | — | Erstveröffentlichung: 7. Juni 2019 feat. Aloe Blacc                                               |
| 2019 | Sun Is Shining Alive and Feeling Fine   | — | — | — | — | BEF5 ×2Doppelplatin · (26 Wo.)BEF | BEW24 (11 Wo.)BEW | Erstveröffentlichung: 9. August 2019 Verkäufe: + 40.000                                           |
| 2019 | Black & Blue Alive and Feeling Fine     | — | — | — | — | — | — | Erstveröffentlichung: 13. September 2019 mit Mokita                                               |
| 2020 | Sweet Dreams Alive and Feeling Fine     | — | — | — | — | — | — | Erstveröffentlichung: 28. Februar 2020                                                            |
| 2020 | Beat of My Heart Alive and Feeling Fine | — | — | — | — | — | — | Erstveröffentlichung: 20. März 2020 feat. Love Harder                                             |
| 2020 | Love to Go Cup of Beats                 | DE58 Gold · (13 Wo.)DE | AT52 (8 Wo.)AT | CH56 (2 Wo.)CH | — | BEF6 Platin · (25 Wo.)BEF | BEW19 (14 Wo.)BEW | Erstveröffentlichung: 17. April 2020 Verkäufe: + 300.000; mit Zonderling & Kelvin Jones           |
| 2020 | One More Night Cup of Beats             | — | — | — | — | — | — | Erstveröffentlichung: 24. Juli 2020 feat. Easton Corbin                                           |
| 2020 | Don’t Leave Me Now Cup of Beats         | — | — | — | — | BEF11 Platin · (27 Wo.)BEF | BEW18 (13 Wo.)BEW | Erstveröffentlichung: 31. Juli 2020 Verkäufe: + 20.000; feat. Mathieu Koss; Original: MGMT – Kids |
| 2021 | Rise –                                  | DE— aDE | AT— GoldAT | CH— PlatinCH | — | BEF10 ×2Doppelplatin · (24 Wo.)BEF | BEW4 (24 Wo.)BEW | Erstveröffentlichung: 19. März 2021 Verkäufe: + 325.000                                           |
| 2021 | Where Are You Now All Stand Together    | DE5 ×2Doppelplatin · (91 Wo.)DE | AT3 ×4Vierfachplatin · (90 Wo.)AT | CH2 ×5Fünffachplatin · (155 Wo.)CH | UK3 ×3Dreifachplatin · (50 Wo.)UK | BEF4 ×3Dreifachplatin · (51 Wo.)BEF | BEW5 (46 Wo.)BEW | Erstveröffentlichung: 30. Juli 2021 Verkäufe: + 6.203.333; feat. Calum Scott                      |
| 2022 | Questions All Stand Together            | DE— bDE | — | CH87 Gold · (1 Wo.)CH | — | BEF13 (24 Wo.)BEF | BEW8 (21 Wo.)BEW | Erstveröffentlichung: 3. Juni 2022 Verkäufe: + 12.000; feat. James Arthur                         |
| 2022 | Back to You All Stand Together          | DE32 Gold · (23 Wo.)DE | AT42 Platin · (16 Wo.)AT | CH32 Platin · (30 Wo.)CH | — | BEF10 (27 Wo.)BEF | BEW5 (25 Wo.)BEW | Erstveröffentlichung: 9. Dezember 2022 Verkäufe: + 504.000; feat. Elley Duhé & X Ambassadors      |
| 2023 | The Feeling All Stand Together          | DE45 Gold · (15 Wo.)DE | AT5 Platin · (18 Wo.)AT | CH23 Platin · (23 Wo.)CH | — | BEF11 (31 Wo.)BEF | BEW7 (24 Wo.)BEW | Erstveröffentlichung: 9. Juni 2023 Verkäufe: + 504.000; feat. Bonn                                |
| 2023 | Dive All Stand Together                 | — | — | — | — | BEF20 (12 Wo.)BEF | BEW28 (14 Wo.)BEW | Erstveröffentlichung: 1. September 2023 Verkäufe: + 25.000; mit Tom Gregory                       |
| 2023 | Head Down –                             | DE28 (17 Wo.)DE | AT58 (4 Wo.)AT | CH87 (2 Wo.)CH | UK78 (1 Wo.)UK | BEF12 Platin · (22 Wo.)BEF | BEW20 (18 Wo.)BEW | Erstveröffentlichung: 29. Dezember 2023 Verkäufe: + 47.000; mit Bastille                          |
| 2024 | In My Bones –                           | — | — | — | — | BEF— GoldBEF | — | Erstveröffentlichung: 19. April 2024 Verkäufe: + 60.000; mit David Kushner                        |
| 2024 | Black Friday (Pretty Like the Sun) –    | DE23 (38 Wo.)DE | AT19 (21 Wo.)AT | CH5 (… Wo.)CH | UK50 Silber · (11 Wo.)UK | BEF1 ×4Vierfachplatin · (37 Wo.)BEF | BEW3 (24 Wo.)BEW | Erstveröffentlichung: 19. Juli 2024 Verkäufe: + 420.000; mit Tom Odell                            |
| 2024 | Love is the Only Thing –                | — | — | — | — | BEF35 (2 Wo.)BEF | BEW18 (18 Wo.)BEW | Erstveröffentlichung: 8. November 2024                                                            |
| 2025 | Sweet Disposition (A Moment, A Love) –  | — | — | — | — | BEF6 (… Wo.)BEF | BEW16 (… Wo.)BEW | Erstveröffentlichung: 30. Mai 2025 mit The Temper Trap                                            |

### Als Gastmusiker
| Jahr | Titel Album  | Höchstplatzierung, Gesamtwochen, AuszeichnungChartplatzierungen (Jahr, Titel, Album, Platzierungen, Wochen, Auszeichnungen, Anmerkungen) | Höchstplatzierung, Gesamtwochen, AuszeichnungChartplatzierungen (Jahr, Titel, Album, Platzierungen, Wochen, Auszeichnungen, Anmerkungen) | Höchstplatzierung, Gesamtwochen, AuszeichnungChartplatzierungen (Jahr, Titel, Album, Platzierungen, Wochen, Auszeichnungen, Anmerkungen) | Höchstplatzierung, Gesamtwochen, AuszeichnungChartplatzierungen (Jahr, Titel, Album, Platzierungen, Wochen, Auszeichnungen, Anmerkungen) | Höchstplatzierung, Gesamtwochen, AuszeichnungChartplatzierungen (Jahr, Titel, Album, Platzierungen, Wochen, Auszeichnungen, Anmerkungen) | Höchstplatzierung, Gesamtwochen, AuszeichnungChartplatzierungen (Jahr, Titel, Album, Platzierungen, Wochen, Auszeichnungen, Anmerkungen) | Anmerkungen                                                                          |
| Jahr | Titel Album  | DE | AT | CH | UK | BEF | BEW | Anmerkungen                                                                          |
| ---- | ------------ | --- | --- | --- | --- | --- | --- | ------------------------------------------------------------------------------------ |
| 2014 | Eagle Eyes – | — | — | — | — | — | — | Erstveröffentlichung: 17. November 2014 Felix Jaehn feat. Lost Frequencies & Linying |

## Sonderveröffentlichungen
Remixe
- 2014: Phunk-A-Delic – Rockin’ (Lost Frequencies Bootleg)
- 2014: Moby – In This World (Lost Frequencies Bootleg)
- 2014: KRONO – Liberty City
- 2014: Red Hot Chili Peppers – Snow
- 2014: Bob Marley – No Woman, No Cry (Lost Frequencies Bootleg)
- 2015: Armin van Buuren feat. Sharon den Adel – In and Out of Love
- 2015: Y.V.E 48 – All You Need
- 2015: Antoine Malye – Paris
- 2015: Dimitri Vegas & Like Mike vs. Ummet Ozcan – The Hum
- 2015: Emma Bale – Run
- 2016: Lea Rue – Sleep / For The Weak
- 2016: Major Lazer feat. Justin Bieber & MØ – Cold Water
- 2017: Alan Walker feat. Noonie Bao – Alone
- 2017: Dimitri Vegas & Like Mike vs. Diplo feat. Deb’s Daughter – Hey Baby
- 2017: Miley Cyrus – Malibu
- 2019: Moksi feat. Elayna Boynton – Slow Burn
- 2019: Estelle feat. Kanye West – American Boy
- 2019: Martin Garrix feat. Macklemore & Patrick Stump – Summer Days
- 2019: The Rasmus – In the Shadows
- 2020: Everyone You Know – She Don’t Dance
- 2020: Jax Jones, Martin Solveig & Raye – Tequila
- 2020: Major Lazer feat. Marcus Mumford – Lay Your Head on Me
- 2020: Ellie Goulding, Blackbear – Worry About Me
- 2020: Mathame – Never Give Up
- 2020: Joachim Pastor feat. EKE – Be Someone
- 2021: twocolors – Bloodstream
- 2021: Kungs – Never Going Home
- 2023: Pritam, Arijit Singh – Kesariya
- 2023: Ed Sheeran – Eyes Closed
- 2023: Isak Danielson – Broken (Lost Frequencies Cut)
- 2023: Orelsan – Jour Meilleur (Lost Frequencies Edit)
- 2024: Bomfunk MC’s – Freestyler (Rock The Microphone)

## Statistik

### Chartauswertung
|                     | DE    | AT    | CH    | UK    | BEF     | BEW     |
| ------------------- | ----- | ----- | ----- | ----- | ------- | ------- |
| Nummer-eins-Alben   | DE—DE | AT—AT | CH—CH | UK—UK | BEF—BEF | BEW—BEW |
| Top-10-Alben        | DE—DE | AT—AT | CH—CH | UK—UK | BEF2BEF | BEW1BEW |
| Alben in den Charts | DE1DE | AT—AT | CH3CH | UK—UK | BEF5BEF | BEW5BEW |

|                       | DE     | AT     | CH     | UK    | BEF      | BEW      |
| --------------------- | ------ | ------ | ------ | ----- | -------- | -------- |
| Nummer-eins-Singles   | DE2DE  | AT2AT  | CH1CH  | UK1UK | BEF6BEF  | BEW3BEW  |
| Top-10-Singles        | DE3DE  | AT5AT  | CH5CH  | UK2UK | BEF16BEF | BEW11BEW |
| Singles in den Charts | DE13DE | AT13AT | CH13CH | UK5UK | BEF23BEF | BEW23BEW |

### Auszeichnungen für Musikverkäufe
| Land/RegionAuszeichnungen für Musikverkäufe (Land/Region, Auszeichnungen, Verkäufe, Quellen) | Silber     | Gold       | Platin         | Diamant     | Verkäufe  | Quellen              |
| -------------------------------------------------------------------------------------------- | ---------- | ---------- | -------------- | ----------- | --------- | -------------------- |
| Australien (ARIA)                                                                            | —          | Gold1      | 9× Platin9     | —           | 665.000   | aria.com.au          |
| Belgien (BRMA)                                                                               | —          | Gold1      | 36× Platin36   | —           | 730.000   | ultratop.be          |
| Brasilien (PMB)                                                                              | —          | Gold1      | Platin1        | Diamant1    | 250.000   | pro-musicabr.org.br  |
| Dänemark (IFPI)                                                                              | —          | Gold1      | 8× Platin8     | —           | 640.000   | ifpi.dk              |
| Deutschland (BVMI)                                                                           | —          | 7× Gold7   | 4× Platin4     | Diamant1    | 4.200.000 | musikindustrie.de    |
| Frankreich (SNEP)                                                                            | —          | 6× Gold6   | 2× Platin2     | Diamant1    | 1.662.633 | snepmusique.com      |
| Griechenland (IFPI)                                                                          | —          | Gold1      | 3× Platin3     | —           | 70.000    | Einzelnachweise      |
| Italien (FIMI)                                                                               | —          | 2× Gold2   | 14× Platin14   | —           | 925.000   | fimi.it              |
| Kanada (MC)                                                                                  | —          | 2× Gold2   | 8× Platin8     | —           | 720.000   | musiccanada.com      |
| Mexiko (AMPROFON)                                                                            | —          | Gold1      | 5× Platin5     | —           | 370.000   | amprofon.com.mx      |
| Neuseeland (RMNZ)                                                                            | —          | —          | 9× Platin9     | —           | 265.000   | radioscope.co.nz NZ2 |
| Niederlande (NVPI)                                                                           | —          | 2× Gold2   | 7× Platin7     | —           | 290.000   | nvpi.nl              |
| Norwegen (IFPI)                                                                              | —          | —          | 8× Platin8     | —           | 320.000   | ifpi.no              |
| Österreich (IFPI)                                                                            | —          | Gold1      | 6× Platin6     | —           | 195.000   | ifpi.at              |
| Polen (ZPAV)                                                                                 | —          | 2× Gold2   | 13× Platin13   | —           | 520.000   | olis.pl              |
| Portugal (AFP)                                                                               | —          | —          | 4× Platin4     | —           | 40.000    | Einzelnachweise      |
| Schweden (IFPI)                                                                              | —          | —          | 11× Platin11   | —           | 560.000   | sverigetopplistan.se |
| Schweiz (IFPI)                                                                               | —          | Gold1      | 8× Platin8     | —           | 170.000   | hitparade.ch         |
| Spanien (Promusicae)                                                                         | —          | 2× Gold2   | 7× Platin7     | —           | 480.000   | elportaldemusica.es  |
| Südafrika (RISA)                                                                             | —          | —          | Platin1        | —           | 20.000    | Einzelnachweise      |
| Ungarn (MAHASZ)                                                                              | —          | 2× Gold2   | 4× Platin4     | —           | 20.000    | slagerlistak.hu      |
| Vereinigte Staaten (RIAA)                                                                    | —          | Gold1      | —              | —           | 500.000   | riaa.com             |
| Vereinigtes Königreich (BPI)                                                                 | 2× Silber2 | —          | 6× Platin6     | —           | 4.000.000 | bpi.co.uk            |
| Insgesamt                                                                                    | 2× Silber2 | 34× Gold34 | 174× Platin174 | 3× Diamant3 |           |                      |